# Sydney Leroux
Sydney Leroux, född den 7 maj 1990 i Surrey, Kanada, är en amerikansk fotbollsspelare som tog OS-guld i damfotbollsturneringen vid de olympiska fotbollsturneringarna 2012 i London. 